# Liveosity
Liveosity – koncertowe wydawnictwo zespołu Pendragon, składające się z DVD Live at Last... And More oraz akustycznego koncertu Acoustically Challenged.

## Spis utworów
Acoustically Challenged:
1. And We'll Go Hunting Deer – 5:33
2. Fallen Dreams and Angels – 5:30
3. A Man of Nomadic Traits – 6:20
4. World's End – 5:48
5. The Voyager – 9:06
6. Alaska – 8:38
7. The Pursuit of Excellence – 2:23
8. 2 AM – 4:19
9. Dark Summer's Day – 5:52
10. Unspoken Words – 4:47

Live At Last... And More:
1. March of the Torreodores – 0:43
2. Nostradamus – 3:03
3. As Good as Gold – 7:30
4. Paintbox – 7:34
5. Breaking the Spell – 8:19
6. Guardian of my Soul – 12:58
7. Back in the Spotlight – 6:17
8. The Last Man on Earth – 14:35
9. The Shadow – 9:57
10. Leviathan – 6:43
11. Masters of Illusion – 13:01
12. The Last Waltz – 5:12

## Skład zespołu
Twórcami są:
- Nick Barrett – śpiew, gitara
- Clive Nolan – instrumenty klawiszowe
- Peter Gee – gitara basowa, gitara
- Fudge Smith – instrumenty perkusyjne